# John Holota
John Holota, dit Johnny Holota, (né le 25 février 1921 à Hamilton en Ontario au Canada et mort le 10 mars 1951) est un joueur professionnel canadien de hockey sur glace.

## Carrière en club
Il commence  sa carrière en 1941 dans l’Association américaine de hockey avec les Knights d'Ohama, avant de faire ses débuts avec les Capitals d'Indianapolis de la Ligue américaine de hockey la saison suivante. Au cours de cette même saison, il joue également une douzaine de matchs avec les Red Wings de Détroit de la Ligue nationale de hockey.
Ne parvenant pas à s’imposer dans l’équipe, il met une pause dans sa carrière et revient au jeu en 1945, en jouant pour ses trois précédentes franchises. En 1946, il joue pour les Barons de Cleveland et rentre dans l’histoire de la LAH : en 64 parties lors de la saison régulière il inscrit 52 buts et devient par la même occasion le premier joueur de l’histoire de la ligue à dépasser la barre symbolique des 50 buts.
La saison suivante, il parvient presque à réaliser la même performance mais finit avec 48 buts. Il décéda le 10 mars 1951 des suites de blessures subies lors d'un accident de voiture survenu 3 jours plus tôt.

## Statistiques
| Saison     | Équipe                  | Ligue      |    | Saison régulière | Saison régulière | Saison régulière | Saison régulière | Saison régulière |   | Séries éliminatoires | Séries éliminatoires | Séries éliminatoires | Séries éliminatoires | Séries éliminatoires |
| Saison     | Équipe                  | Ligue      | PJ | B                | A                | Pts              | Pun              | PJ               | B | A                    | Pts                  | Pun                  |                      |                      |
| 1941-1942  | Knights d'Omaha         | AHA        | 48 | 28               | 32               | 60               | 45               | 8                | 7 | 7                    | 14                   | 2                    |                      |                      |
| 1942-1943  | Capitals d'Indianapolis | LAH        | 13 | 8                | 15               | 23               | 5                |                  |   |                      |                      |                      |                      |                      |
| 1942-1943  | Red Wings de Détroit    | LNH        | 12 | 2                | 0                | 2                | 0                |                  |   |                      |                      |                      |                      |                      |
| 1945-1946  | Knights d'Omaha         | USHL       | 17 | 17               | 12               | 29               | 2                | 7                | 2 | 3                    | 5                    | 6                    |                      |                      |
| 1945-1946  | Capitals d'Indianapolis | LAH        | 34 | 20               | 17               | 37               | 8                |                  |   |                      |                      |                      |                      |                      |
| 1945-1946  | Red Wings de Détroit    | LNH        | 3  | 0                | 0                | 0                | 0                |                  |   |                      |                      |                      |                      |                      |
| 1946-1947  | Barons de Cleveland     | LAH        | 64 | 52               | 35               | 87               | 28               | 4                | 1 | 0                    | 1                    | 0                    |                      |                      |
| 1947-1948  | Barons de Cleveland     | LAH        | 68 | 48               | 38               | 86               | 11               | 9                | 4 | 4                    | 8                    | 8                    |                      |                      |
| 1948-1949  | Barons de Cleveland     | LAH        | 62 | 34               | 44               | 78               | 12               | 5                | 4 | 1                    | 5                    | 0                    |                      |                      |
| 1949-1950  | Barons de Cleveland     | LAH        | 44 | 14               | 28               | 42               | 16               | 5                | 3 | 2                    | 5                    | 5                    |                      |                      |
| 1950-1951  | Eagles de Portland      | LHCP       | 18 | 6                | 11               | 17               | 0                |                  |   |                      |                      |                      |                      |                      |
| 1950-1951  | Falcons de Denver       | USHL       | 11 | 3                | 4                | 7                | 0                |                  |   |                      |                      |                      |                      |                      |
| 1950-1951  | Eagles de New Haven     | LAH        | 25 | 10               | 9                | 19               | 12               |                  |   |                      |                      |                      |                      |                      |
| Totaux LNH | Totaux LNH              | Totaux LNH | 15 | 2                | 0                | 2                | 0                |                  |   |                      |                      |                      |                      |                      |